# Fabiana Rosales
Fabiana Andreína Rosales Guerrero de Guaidó (Tovar, Estado Mérida, Venezuela, 22 de abril de 1992) es una periodista, activista por los derechos humanos y esposa del diputado, presidente de la Asamblea Nacional de Venezuela, y presidente encargado parcialmente reconocido Juan Guaidó. Debido a la crisis presidencial de Venezuela iniciada en 2019 y finalizada en 2023, la Casa Blanca de Estados Unidos y la Asamblea Nacional la consideran como primera dama de dicho país, mientras que países aliados al gobierno de Nicolás Maduro reconocen a Cilia Flores.

## Biografía
Rosales nació en Tovar, estado Mérida en Venezuela. Fue criada en un pequeño pueblo, en el cual fue monaguilla de la iglesia Nuestra Señora de Regla. Su padre, Carlos Eulalio Rosales Belandria (1963-2013), era agricultor y su madre, Elcy Josefina Guerrero Zambrano (1963), periodista. Tiene un medio hermano: Golfredo Andrés Morett Guerrero (1988). Cuando era niña, observó las entrevistas de su madre y se interesó en temas sociales. Ayudó en la granja familiar y decidió estudiar periodismo. Se licenció en Periodismo y Comunicación Social en 2013 por la Universidad Rafael Belloso Chacín. y su tesis estuvo relacionada con el comportamiento del voto en Venezuela entre 1958 y 2013.
Luego de graduarse, se mudó a Caracas, donde trabajó en la Asamblea Nacional y participó en diversas acciones relacionadas con los derechos humanos. Además trabajó en el canal de televisión Sun Channel. Conoció a Juan Guaidó en 2011, con quien posteriormente se casó el 23 de abril de 2013 y tuvieron dos hijas: Miranda Eugenia, nacida el 3 de mayo de 2017. y Mérida Antonieta  nacida el 8 de septiembre de 2021.

## Activismo
Durante sus estudios universitarios, Rosales comenzó a trabajar para el partido de la oposición Voluntad Popular. Como activista de derechos humanos, tenía cerca de 150,000 seguidores en Instagram al 26 de enero de 2019. Ha declarado que un factor motivador ha sido que ella no quiere que su hija crezca «queriendo irse de Venezuela».
Durante la crisis presidencial venezolana de 2019, Juan Guaidó fue designado presidente interino por la Asamblea Nacional de Venezuela, impugnando la legitimidad de Nicolás Maduro, debido a esto, el gobierno de Nicolás Maduro le prohibió viajar a Juan Guaidó fuera del país; Rosales ha asumido un papel de «embajadora internacional de la oposición». Se reúne con la diáspora venezolana y los líderes regionales para solicitar apoyo a su esposo. El gobierno de Maduro dice que los viajes realizados por Rosales son un «intento desesperado por mantener a Guaido en el punto de mira internacional».
El 7 de febrero de 2019, Rosales inició un plan de alimentación diaria, dirigido a niños de la maternidad Divina Pastora en Caracas. Rosales aseguró que el plan fue «todo un éxito», y agradeció a la fundación Alimenta por haberles ofrecido su apoyo.

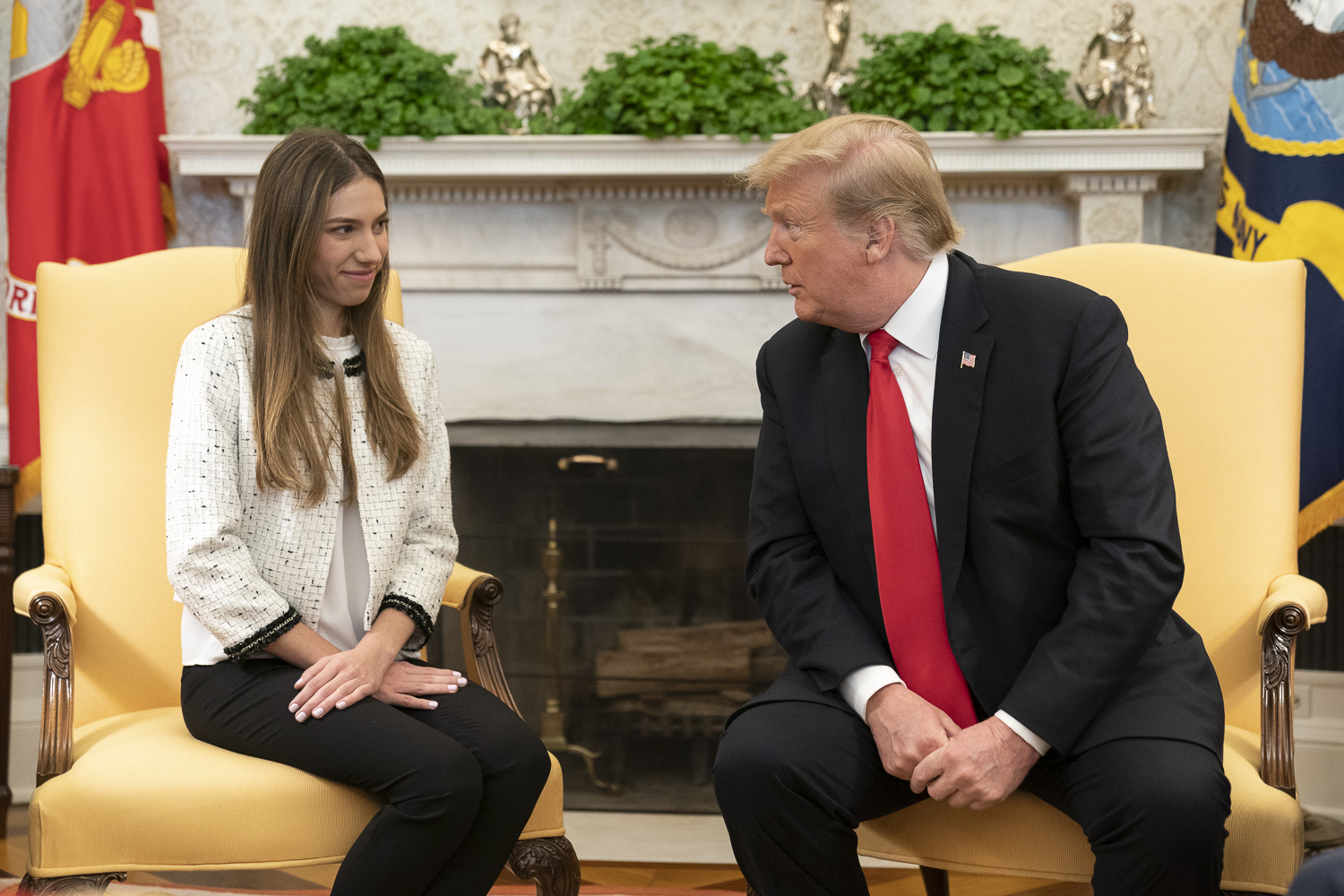
Rosales con el presidente Donald Trump en el Despacho Oval de la Casa Blanca.

En marzo, Rosales realizó una gira por América Latina en representación de su esposo, Juan Guaidó, reuniéndose con Martín Vizcarra y Sebastián Piñera, respectivamente presidentes de Perú y Chile. El 27 de marzo, visitó la Casa Blanca para reunirse con el presidente de los Estados Unidos, Donald Trump y el vicepresidente Mike Pence. Trump se refirió a Rosales como primera dama de Venezuela.
Reconoció durante su viaje a Washington D. C. que la lucha en Venezuela es verdadera y dijo: «Hoy en Venezuela, es libertad o dictadura, vida o muerte. Los que pagan el precio de este odio son los niños que mueren en los hospitales». Seguido de estar en Washington D. C., se reunió con la primera dama de Estados Unidos, Melania Trump, en Mar-a-Lago, y asistió a una reunión con el alcalde de Miami, Carlos A. Giménez, donde recibió la llave del condado de Miami-Dade, y dijo: «Siempre le he pedido a Dios que proteja a la gente de Venezuela, que nos brinde la fuerza para continuar. Hoy, Venezuela puede ser un gran ejemplo para el mundo». Aunque reconoce que podría ser arrestada, dice que no hay lugar para el miedo en su vida, sino un sentido de responsabilidad, porque "hay demasiadas vidas en juego".